# Przydzielanie zadań
Przydzielanie zadań – zamierzone działanie w procesie pomagania klientom pomocy społecznej (i innych działań wspierających) polegający na wyznaczaniu zadań do wykonania pomiędzy poszczególnymi spotkaniami.
Zadania mają na celu pracowanie przez klienta pomocy społecznej nad zmianą jego problemowej sytuacji przez cały czas – również poza oficjalnymi spotkaniami – w jego czasie wolnym, by pokazać mu, że jest w stanie przejąć kontrolę nad swoim życiem i występującymi w nim trudnościami.